# Toma Dimitriu
Toma Dimitriu (n. 27 aprilie 1908, Tămăoani, România – d. 19 septembrie 1984, Arad, România) a fost un actor român de teatru și film.
A activat ca actor la Teatrul Național din București și la Comitetul Cinematografiei.

## Filmografie
- Mitrea Cocor (1952) - Stoica Cernet
- La un punct de agitație (1952)
- Nepoții gornistului (1953) - Ivan Piotrici
- Bălcescu (1953)
- Desfășurarea (1954) - țăranul mijlocaș Vasile Ciobanu
- Râpa dracului (1957) - Florinte Damian
- Darclée (1960)
- Setea (1961)
- Lupeni 29 (1962)
- Tudor (1963) - mitropolitul
- Pisica de mare (1963)
- Merii sălbatici (1964)
- Neamul Șoimăreștilor (1965) - Ureche
- Golgota (1966)
- Războiul domnițelor (1969) - general bătrân
- Diavolul și bunul Dumnezeu (1970)
- Explozia (1972) - primarul Ioanide
- Vifornița (1973)
- Ceața (1973)
- Frații Jderi (1974) - arhimandritul Amfilohie Șendrea
- Când trăiești mai adevărat (TV, 1974)
- 1975 Frați de cruce (Blutsbrüder), regia Werner W. Wallroth
- Ștefan cel Mare - Vaslui 1475 (1975) - Stanciul, omul de taină al lui Ștefan cel Mare
- Serenadă pentru etajul XII (1976)
- Buzduganul cu trei peceți (1977)
- Aurel Vlaicu (1978) - Dumitru Vlaicu
- Drumul oaselor (1980) - boierul Stroe Grădișteanu
- Cîntec pentru fiul meu (1980)
- Întoarcere la dragostea dintîi... (1981)

## Distincții
- Ordinul Meritul Cultural în gradul de Medalie cl. I, pentru teatru (23 septembrie 1942)[2]
- titlul de Artist Emerit al Republicii Populare Române (23 ianuarie 1953) „pentru merite deosebite, pentru realizări valoroase în artă și pentru activitate merituoasă”[3]
- Ordinul Muncii clasa a III-a (10 august 1964) „pentru merite deosebite în opera de construire a socialismului, cu prilejul celei de a XX-a aniversări a eliberării patriei”[4]
- Ordinul Meritul Cultural clasa a III-a (6 noiembrie 1967) „pentru merite deosebite în domeniul artei dramatice”[5]